# 四塩化炭素
四塩化炭素（しえんかたんそ、英: carbon tetrachloride）あるいはテトラクロロメタン（英: tetrachloromethane）は、化学式 CCl4 で表される化学物質。

## 概要
常温・常圧では無色透明の液体で、わずかに甘い特異臭を持つ。水には溶けにくい。エタノールやベンゼンなどと任意の割合で混合する。以前は溶剤のほか、消火剤や冷却材として広く利用されていたが、その毒性のためにすでに使用が禁止された。現在では試薬としてのみ流通している。
「四塩化炭素」、「テトラクロロメタン」のどちらも IUPAC名として使用できるが、これは無機化合物と見るか有機化合物と見るかで区別されているためである。

## 工業的製法
四塩化炭素の多くは二硫化炭素の塩素化により生産されている。反応温度は 105 ℃ から 130 ℃ である。
{\displaystyle {\ce {CS2 + 3Cl2 -> CCl4 + S2Cl2}}}
またジクロロメタンやクロロホルム生産時の副生成物としても得られてくる。
{\displaystyle {\ce {CH4 + 4Cl2 -> CCl4 + 4HCl}}}

## 化学的性質
四塩化炭素分子は1個の炭素に4個の塩素が結合した四面体構造を取っている。このため分子全体としては双極子モーメントを持たず、無極性分子である。
溶媒としては、他の無極性物質を溶解するのに適している。揮発性があるため、他の塩素系溶媒と同じく特有の臭気を発する。炭素−水素結合がないため、四塩化炭素がフリーラジカル反応を起こすことは難しい。このためハロゲンガスや NBS などを用いたハロゲン化反応に利用することができる。
不燃性である。
高温下で金属と接触させることによりホスゲンが生成する。水分が共存すると徐々に分解し、鉄などの金属を腐食するので、水分の混入を避けて、風通しのよい冷所に保管する。

## 利用

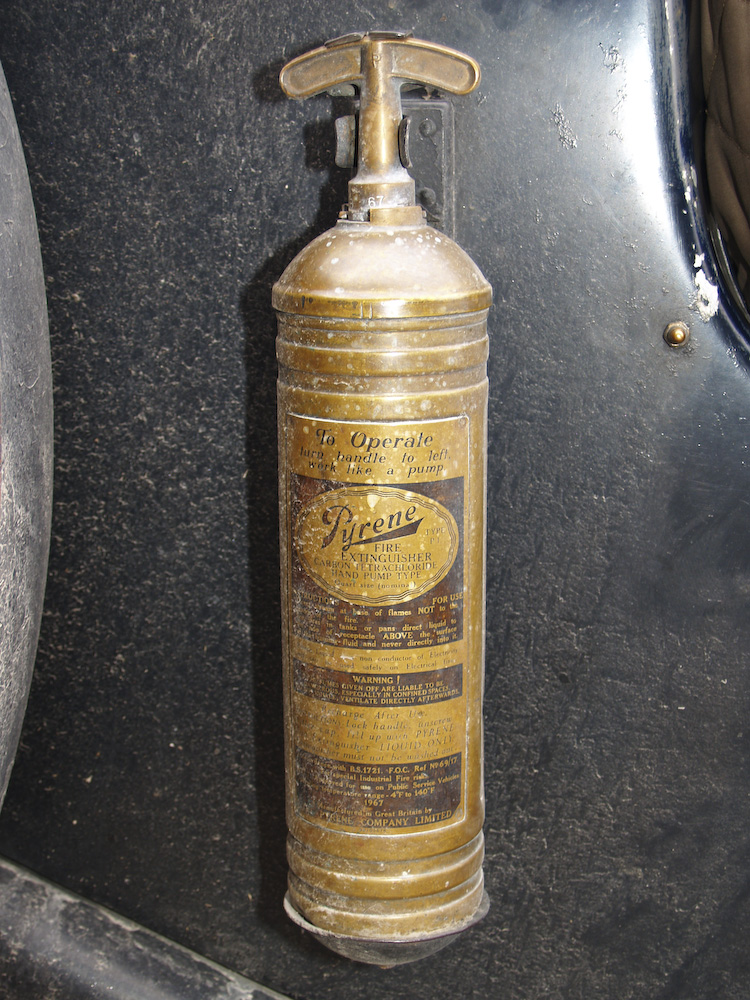
主に自動車用として用いられた手動ポンプ式（パイリン式）四塩化炭素消火器。

20世紀前半には、ドライクリーニングの溶剤、冷却材、消火器の薬剤などに幅広く利用されていた。また機械器具の脱脂に使われ、オーディオなどでは接点復活剤やテープレコーダーヘッドの清掃溶剤として用いられてきた。しかし健康への悪影響が明らかになってくると代替物質への転換が進み、1940年をピークに使用量は減少していった。その後も貯蔵穀物に対する農薬として利用されていたが、アメリカ合衆国では1970年に消費財への使用が禁止された。
モントリオール議定書が成立するまでは、フロンの原料としても大量に使用されていた。その後フロンや四塩化炭素自体がオゾン層破壊物質と考えられるようになったため、四塩化炭素の使用量も減少していった。日本やアメリカ合衆国といった先進国では1996年までに生産が全廃されたが、発展途上国では2006年現在でも生産が認められている。
ニュートリノの検出にも用いられる。またアッペル反応では塩素源として利用される。
また旧日本海軍では、九三式酸素魚雷の後期型で、機関始動直後の燃焼材として使われていた。
IRスペクトル(赤外分光測定)では > 1600 cm−1の領域で大きなシグナルを持たないため、時として赤外分光測定において便利な溶媒として用いられることがある。また水素原子を持たないため、1H−NMRの溶媒としても長年用いられてきた。しかし毒性が大きく溶解力が小さいという欠点を持っているため、分光器によりロックをかけることができる重溶媒を用いることが主流となった。

## 危険性
麻酔性があり、高濃度の蒸気や溶液に晒されることにより中枢神経に悪影響を与え、長期に曝露するなどした場合は昏睡、そして死亡する可能性がある。また慢性的な暴露により肝臓や腎臓に悪影響を与え、また、悪性腫瘍の発生を誘発する可能性もあると見られている。作用機序としては、四塩化炭素がシトクロムP450(cytochrome P450 2E1) により代謝され、反応性の高いトリクロロメチルラジカルを生じるというものが考えられている。国際がん研究機関の発がん性評価では、グループ2Bの「発がん性の可能性がある物質」に分類されている。取り扱う際にはSDSなどにより情報を収集し、充分に注意を払う必要がある。
日本では労働安全衛生法により第二類物質の特別有機溶剤等に、PRTR法により第1種指定化学物質に、毒物及び劇物取締法により原体と製剤が劇物に指定されている。
化学物質の審査及び製造等の規制に関する法律 (化審法) 昭和四十八年 法律百十七号 第二条 3により第二種特定化学物質として指定されている